# Hitchcock (Cembalobauer)

Spinett von Thomas Hitchcock im Museum für Kunst und Gewerbe Hamburg (1729)

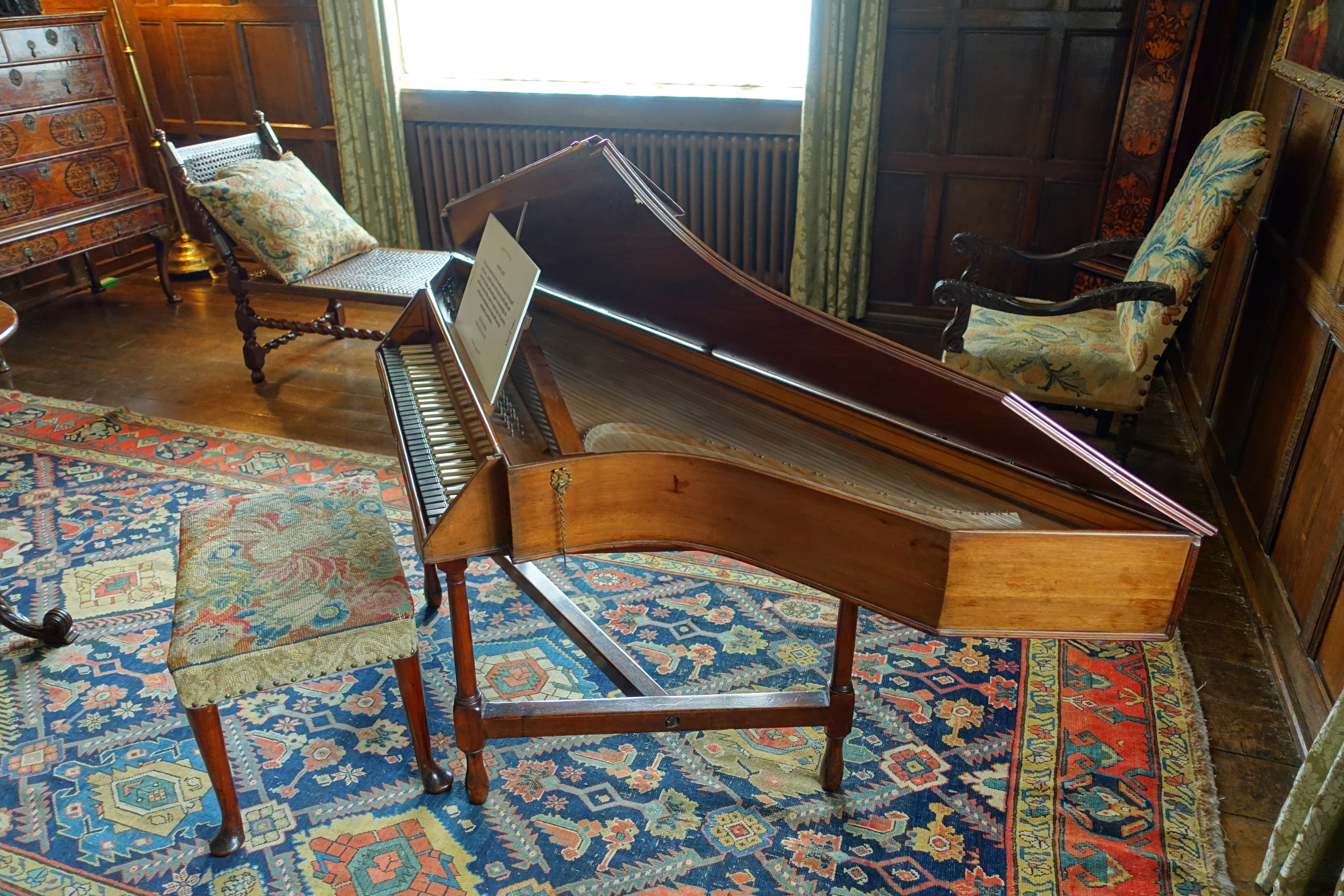
Spinett von Thomas Hitchcock in Packwood House, England

Zur britischen Instrumentenbauerfamilie Hitchcock gehören Thomas Hitchcock der Ältere († vor 1700) und sein Sohn Thomas Hitchcock der Jüngere (* ca. 1685; † nach 1733) sowie John Hitchcock († 1774), der Sohn von Thomas dem Jüngeren. In ihrer Werkstatt entstanden Cembali und Spinette.

## Werk
Über das Leben der Familie ist wenig bekannt. Alle drei Klavierbauer waren Mitglieder der seit 1448 bis heute bestehenden Haberdasher’s Company, einer der Livery Companies in London und verließen sie wieder, um sich dem Instrumentenbau zu widmen. Thomas Hitchcock der Ältere baute um 1660 das erste bekannte englische Bentside-Spinett. Die Familie hinterließ etwa fünfzig Spinette, von Thomas dem Jüngeren auch mit doppelter Klaviatur. Die einzelnen Instrumente können nicht mit Sicherheit einer Person zugeordnet werden, jedoch lässt die von der Familie verwendete Nummerierung darauf schließen, dass etwa 2000 Exemplare angefertigt wurden. Erhaltene Instrumente finden sich heute in Museen, so im New Yorker Brooklyn Museum, dem Victoria and Albert Museum in London, dem Museum für Kunst und Gewerbe Hamburg (Sammlung Beurmann) und dem Hamburger Telemann-Museum.